# Tim Gajser

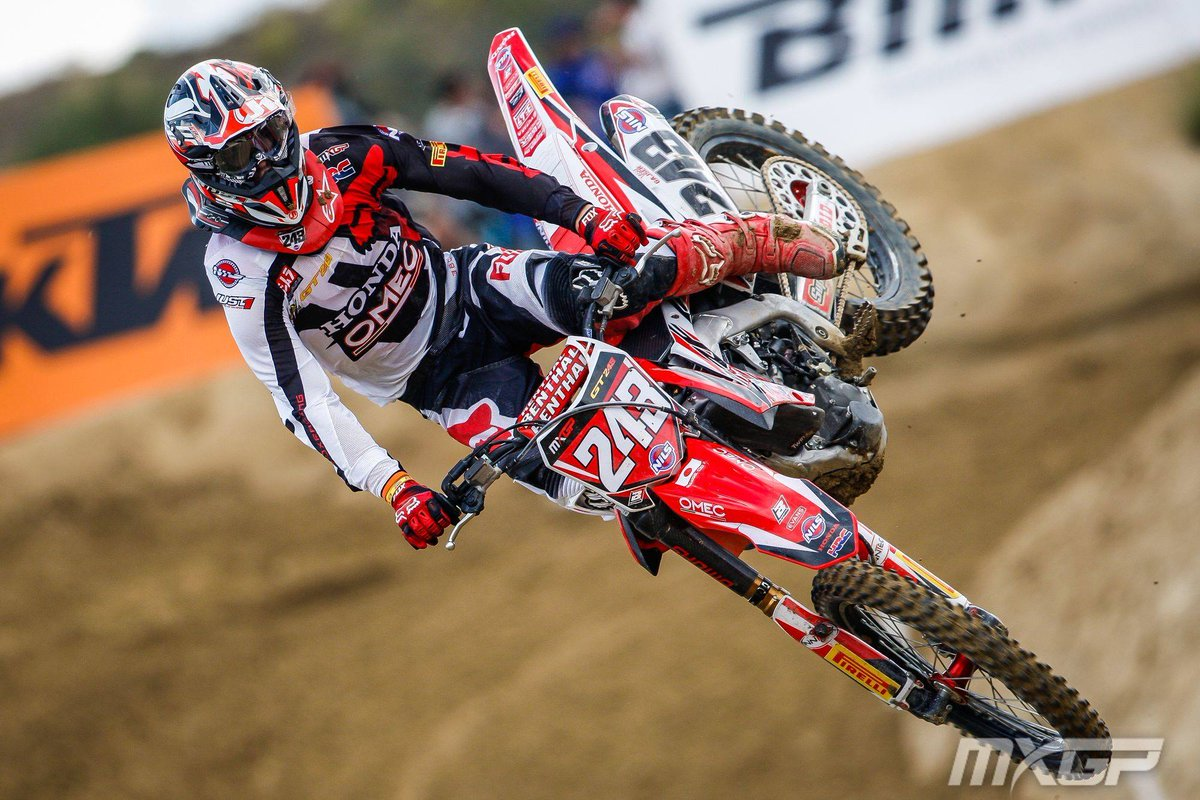
Tim Gajser in 2019

Tim Gajser (Ptuj, 8 september 1996) is een Sloveens motorcrosser.

## Carrière
Gajser begon in 2007 in het Europees Kampioenschap 65cc, dat hij ook won. Twee jaar later won hij opnieuw de Europese titel, ditmaal in de 85cc. In 2011 begon Gajser in het Europees Kampioenschap 125cc, met KTM. Hij won één wedstrijd en werd vice-kampioen. In 2012 domineerde hij het EK 125cc en werd voortijdig kampioen. Ook werd hij Junior Wereldkampioen 125cc. Eveneens in 2012 nam hij deel aan drie wedstrijden van het Europees Kampioenschap MX2, waarin hij eenmaal op het podium stond. Hij werd achtste in de eindstand.
In 2013 maakte hij voltijds de overstap naar het EK MX2, maar reed daar slechts twee wedstrijden mee. Gajser besloot om aan het Wereldkampioenschap motorcross MX2 deel te nemen. Hij kende enkele uitschieters en beëindigde het seizoen als twintigste. Vanaf 2014 komt Gajser uit op Honda. Dat jaar wist hij zes podiumplaatsen te behalen, en werd vijfde in de eindstand. In 2015 won Gajser vijf Grands Prix en stond daarnaast nog driemaal op het podium, wat goed was voor zijn eerste wereldtitel. In 2016 maakte hij de overstap naar de MXGP-klasse en werd hij in het eerste seizoen in deze klasse ook wereldkampioen. In 2019 en 2020 werd hij beide seizoen ook wereldkampioen in de MXGP-klasse.

## WK motorcross
- 2013: 20e in MX2-klasse
- 2014: 5e in MX2-klasse
- 2015:  Wereldkampioen in MX2-klasse
- 2016:  Wereldkampioen in MXGP-klasse
- 2017: 7e in MXGP-klasse
- 2018: 4e in MXGP-klasse
- 2019:  Wereldkampioen in MXGP-klasse
- 2020:  Wereldkampioen in MXGP-klasse
- 2021:  3e in MXGP-klasse
- 2022:  Wereldkampioen in MXGP-klasse
- 2023: 11e in MXGP-klasse
- 2024:   MXGP-klasse

| 1           | 19-04-2015 | Trente (Italië)               | Pietramurata               |
| 2           | 14-06-2015 | Italië                        | Maggiora                   |
| 3           | 21-06-2015 | Duitsland                     | Teutschenthal              |
| 4           | 05-07-2015 | Zweden                        | Uddevalla                  |
| 5           | 30-08-2015 | Nederland                     | Assen                      |
| MXGP-klasse |            |                               |                            |
| 6           | 27-02-2016 | Qatar                         | Losail                     |
| 7           | 10-04-2016 | Argentinië                    | Villa La Angostura         |
| 8           | 17-04-2016 | Mexico                        | León                       |
| 9           | 01-05-2016 | Letland                       | Ķegums                     |
| 10          | 29-05-2016 | Spanje                        | Talavera de la Reina       |
| 11          | 19-06-2016 | Groot-Brittannië              | Matterley Basin            |
| 12          | 26-06-2016 | Lombardije (Italië)           | Mantova                    |
| 13          | 19-03-2017 | Argentinië                    | Villa La Angostura         |
| 14          | 02-04-2017 | Mexico                        | León                       |
| 15          | 20-08-2017 | Zweden                        | Uddevalla                  |
| 16          | 07-04-2019 | Trente (Italië)               | Pietramurata               |
| 17          | 19-05-2019 | Portugal                      | Águeda                     |
| 18          | 26-05-2019 | Frankrijk                     | Saint-Jean-d'Angély        |
| 19          | 09-06-2019 | Rusland                       | Toeapse (Orljonok-circuit) |
| 20          | 16-06-2019 | Letland                       | Ķegums                     |
| 21          | 23-06-2019 | Duitsland                     | Teutschenthal              |
| 22          | 07-07-2019 | Indonesië                     | Palembang                  |
| 23          | 14-07-2019 | Azië (Indonesië)              | Semarang                   |
| 24          | 04-08-2019 | België                        | Lommel                     |
| 25          | 04-10-2020 | Europa (Italië)               | Mantova                    |
| 26          | 18-10-2020 | Vlaanderen (België)           | Lommel                     |
| 27          | 25-10-2020 | Lommel (België)               | Lommel                     |
| 28          | 04-11-2020 | Pietramurata (Italië)         | Pietramurata               |
| 29          | 08-11-2020 | Garda Trentino (Italië)       | Pietramurata               |
| 30          | 13-06-2021 | Rusland                       | Toeapse (Orljonok-circuit) |
| 31          | 18-07–2021 | Nederland                     | Oss                        |
| 32          | 08-08-2021 | Letland                       | Ķegums                     |
| 33          | 03-10-2021 | Duitsland                     | Teutschenthal              |
| 34          | 27-02-2022 | Groot-Brittannië              | Matterley Basin            |
| 35          | 06-03-2022 | Lombardije (Italië)           | Mantova                    |
| 36          | 20-03-2022 | Argentinië                    | Villa La Angostura         |
| 37          | 10-04-2022 | Trente (Italië)               | Pietramurata               |
| 38          | 24-04-2022 | Letland                       | Ķegums                     |
| 39          | 08-05-2022 | Italië                        | Maggiora                   |
| 40          | 12-06-2022 | Duitsland                     | Teutschenthal              |
| 41          | 26-06-2022 | Indonesië                     | Samota-Sumbawa             |
| 42          | 21-08-2022 | Charente-Maritime (Frankrijk) | Saint-Jean-d’Angély        |
| 43          | 04-09-2022 | Turkije                       | Afyonkarahisar             |
| 44          | 03-09-2023 | Turkije                       | Afyonkarahisar             |
| 45          | 24-09-2023 | Groot-Brittannië              | Matterley Basin            |
| 46          | 19-05-2024 | Frankrijk                     | Saint-Jean-d'Angély        |
| 47          | 16-06-2024 | Italië                        | Maggiora                   |
| 48          | 21-07-2024 | Tsjechië                      | Loket                      |
| 49          | 25-08-2024 | Zwitserland                   | Frauenfeld                 |
| 50          | 16-03-2025 | Castilië-La Mancha (Spanje)   | Cózar                      |
| 51          | 23-03-2025 | Europa (Frankrijk)            | Saint-Jean-d'Angély        |
| 52          | 13-04-2025 | Trente (Italië)               | Pietramurata               |